# Ragged Island (Massachusetts)
Ragged Island ist eine Insel in der Hingham Bay im Boston Harbor. Sie liegt 12 mi (19,3 km) vom Bostoner Stadtzentrum entfernt auf dem Gebiet des Bundesstaats Massachusetts der Vereinigten Staaten. Ragged Island verfügt über eine Fläche von ca. 4,1 Acres (ca. 1,6 ha), wird von der Stadt Hingham verwaltet und ist Teil der Boston Harbor Islands National Recreation Area. Sie ist täglich von 9 Uhr bis Sonnenuntergang geöffnet.

## Geographie

### Geologie
Die Insel besteht zum größten Teil aus dem lokal vorkommenden Gesteinskonglomerat Roxbury Puddingstone und ragt bis zu 30 ft (9,1 m) aus dem Wasser auf. Im Zentrum der Insel bietet eine Schicht Muttererde einigen Pflanzen eine Lebensgrundlage.

### Flora und Fauna
Die heutige Pflanzenwelt der Insel besteht aus einer Mixtur aus ehemaligen Kulturpflanzen und selbst angesiedelter Wildpflanzen. Im Schatten großer Bäume wie Silber-Ahorn, Rot-Ahorn, Spitzahorn, Zedern und einer einzelnen Fichte gedeihen unter anderem Maiglöckchen und Taglilien. Im Zentrum der Insel gibt es zudem einen Lindenhain. Die Erwanderung der Insel wird durch dichten Bewuchs mit Stechwinden und Kletternden Gift-Sumach behindert. Die Tierwelt der Insel ist noch Gegenstand wissenschaftlicher Untersuchungen.

## Geschichte
Die Insel wurde bereits von den Indianern saisonal genutzt. Die europäischen Kolonisten fällten die Bäume auf der Insel, um Brennholz zu gewinnen. Im späten 17. Jahrhundert lebte der Händler John Langlee mit seiner Familie auf der Insel. Später wurden dort ein Restaurant und rustikale Beobachtungshütten errichtet, deren Überreste teilweise heute noch zu sehen sind.